# Dorchester
Dorchester este un oraș în Regatul Unit, reședința comitatului Dorset, regiunea South West, Anglia.

## Personalități născute aici
- Henry Moule (1801 - 1880), preot, inventator al closetului fără apă;
- Frederick Treves (1853 - 1923), chirurg;
- Tom Roberts (1856 - 1931), pictor;
- Paul Hillier (n. 1949), dirijor;
- Aaron Cook (n. 1991), luptător de taekwondo.

1. ↑   http://www.citypopulation.de/php/uk-england-southwestengland.php?cityid=E34000016 Lipsește sau este vid: |title= (ajutor)